# Micrathena fissispina
Micrathena fissispina es una especie de araña araneomorfa del género Micrathena, familia Araneidae. Fue descrita científicamente por C. L. Koch en 1836.
Habita en Brasil y Guayana Francesa.